# Мга (міське селище)
Мга (рос. Мга) — селище міського типу в Кіровському районі Ленінградської області, Росія.